# Zingiber officinale
El jengibre (Zingiber officinale), también conocido en en español peruano como kion (del cantonés 薑 goeng1)  y en el español filipino como luya (del tagalo luya), es una planta de la familia de las zingiberáceas, cuyo tallo subterráneo es un rizoma horizontal muy apreciado por su aroma y sabor picante. La planta llega a tener 90 cm de altura, con largas hojas de 20 cm. El jengibre se originó en los bosques lluviosos tropicales del subcontinente indio en el sur de Asia, donde las plantas de jengibre muestran una variación genética considerable. Como una de las primeras especias exportadas de Oriente, el jengibre llegó a Europa durante el comercio de especias y fue usado por los antiguos griegos y romanos.

## Etimología
El origen de la palabra castellana jengibre procede del latín medieval zingĭber, -ibĕris; este, del griego ζιγγίβερις (zingíberis); y este, del prácrito singavera. Singavera, a su vez, procede del sánscrito srngaveram, en donde srngam significa 'cuerno' y vera 'cuerpo', debido a la forma de su raíz.

## Descripción
Son hierbas que alcanzan un tamaño de hasta 2 m de alto. Hojas lineares, de 5-25 cm de largo y 1-3 cm de ancho, ápice agudo, base cuneada, glabras; lígula 1-10 mm de largo; pecíolo ausente. La inflorescencia es un racimo basal. El fruto es una cápsula subglobosa a elipsoide; con semillas lustrosas negras, arilo blanco, lacerado.

## Origen y distribución
| Producción de jengibre (2020 y 2014)                                                                                 | Producción de jengibre (2020 y 2014) | Producción de jengibre (2020 y 2014) | Producción de jengibre (2020 y 2014) |
| País | Producción (toneladas) 2020          | Producción (toneladas) 2014          |                                      |
| --- | ------------------------------------ | ------------------------------------ | ------------------------------------ |
| India | 1.844.000                            | 655.000                              |                                      |
| Nigeria | 734.295                              | n.d.                                 |                                      |
| China | 618.904                              | 415.951                              |                                      |
| Nepal | 298.945                              | 276.150                              |                                      |
| Indonesia | 183.518                              | 266.145                              |                                      |
| Tailandia | 167.021                              | 161.404                              |                                      |
| Mundo | 2.156.453                            | 4,328,277                            |                                      |
| Fuente: Organización de las Naciones Unidas para la Agricultura y la Alimentación, División de Estadística (FAOSTAT) |                                      |                                      |                                      |

El jengibre probablemente se originó como flora terrestre de bosques tropicales de tierras bajas en regiones del subcontinente indio al sur de Asia, donde su cultivo se mantiene entre los productores más grandes del mundo, incluyendo India, China y otros países del sur de Asia. Numerosos parientes silvestres todavía se encuentran en estas regiones, así como en regiones tropicales o subtropicales del mundo, como Hawái, Japón y Australia.

## Usos culinarios
Los rizomas se utilizan en la mayor parte de las cocinas del mundo a través de la cocina asiática. Los rizomas tiernos son jugosos y carnosos, con un fuerte sabor. Se suelen conservar en vinagre como aperitivo o simplemente se añaden como ingrediente de muchos platos. Las raíces maduras son fibrosas y secas. El jugo de los rizomas viejos es extremadamente picante y a menudo se utiliza como especia en la cocina china para disimular otros aromas y sabores más fuertes, como los mariscos y la carne de cordero.
En la cocina occidental, el jengibre, seco o en polvo, se restringe tradicionalmente a alimentos dulces; se utiliza para elaborar caramelos, pan de jengibre, para saborizar galletas (como los populares hombres de jengibre) y como saborizante principal de la gaseosa de jengibre o ginger ale, bebida dulce y carbonatada;  asi como de la Cerveza de jengibre (ginger beer). 
Por otro lado, tanto en la cocina asiática como en la occidental se suelen utilizar los rizomas para preparar té y otras bebidas calientes.

## Propiedades nutricionales
El rizoma de la planta, en su estado natural, se compone de un 79% de agua, un 18% de carbohidrato y en menor cantidad proteína (2%) y grasa (1%). Una porción de 100 gramos de jengibre contiene aproximadamente 334 calorías, vitamina C (5 mg), vitamina B9 (11 mcg), magnesio (43 mg) y potasio (415 mg). Otras vitaminas y minerales presentes en el jengibre fresco son la vitamina E, vitaminas B1, B2, B3, B5 y B6, calcio, hierro, manganeso, zinc, fósforo y sodio.

## Usos terapéuticos

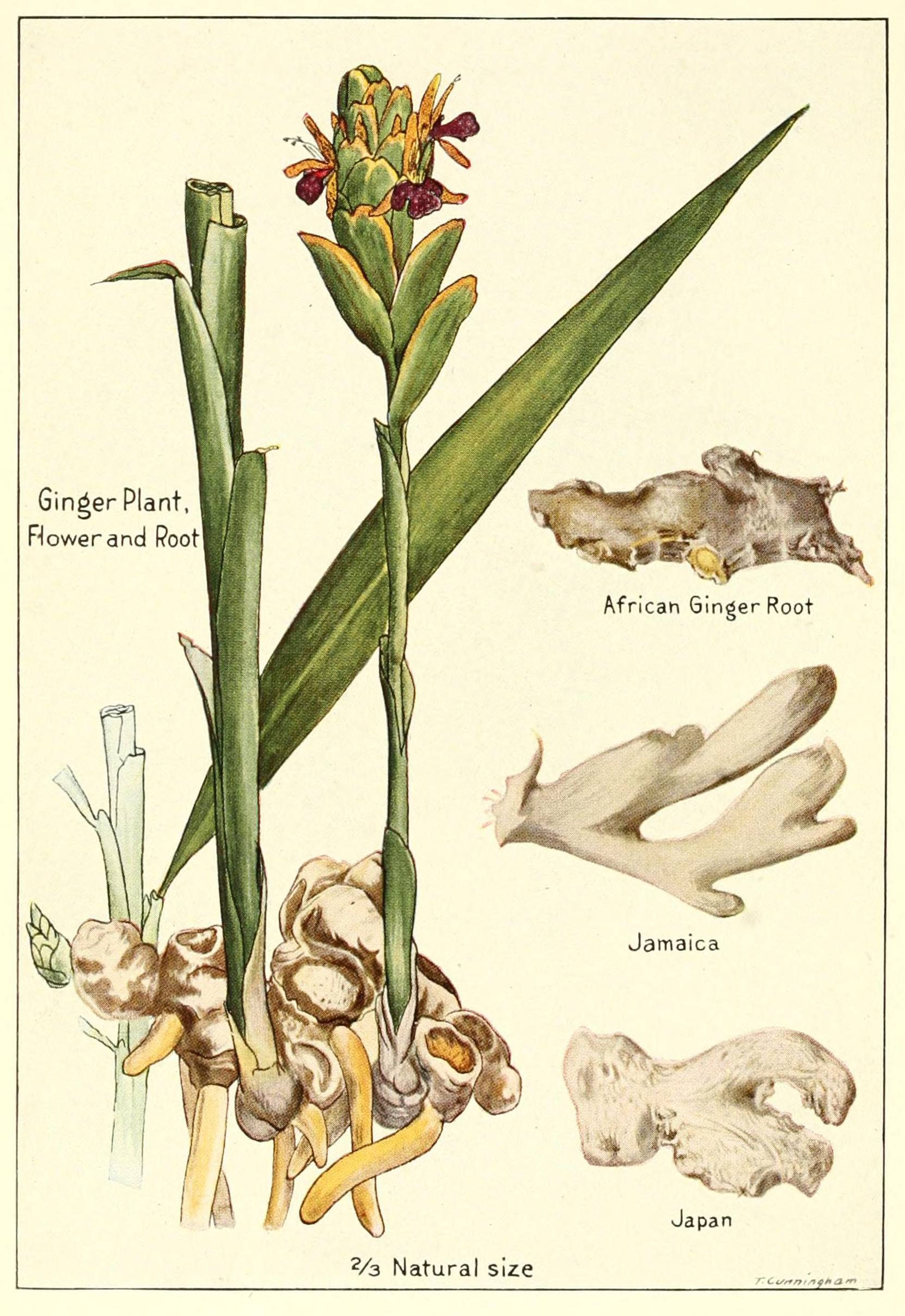
Ilustración

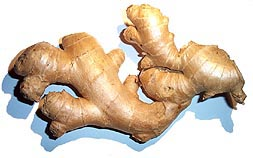
Rizoma de Jengibre

Galeno lo utilizaba como medicamento para corregir los tumores, defectos del cuerpo y en tratamientos de parálisis causados por exceso de flema. Avicena, reconocido médico musulmán, lo recomendaba como afrodisíaco, altamente beneficioso en el tratamiento de la "debilidad sexual". En investigaciones médicas se ha comprobado que la raíz de jengibre es un efectivo tratamiento contra las náuseas causadas por los mareos en medios de transporte, así como las padecidas por las mujeres embarazadas. No obstante, una revisión de la Colaboración Cochrane de 2010 concluye que las pruebas sobre la efectividad en la reducción de las náuseas durante el embarazo son inconsistentes y relativamente débiles. No se le conoce efecto teratogénico.

### Otras propiedades
- La decocción de rizomas se usa para tratar afecciones gastrointestinales (cólico, diarrea, inapetencia, indigestión, flatulencia, náusea),[16][17][18][19] y respiratorias (amigdalitis, asma, bronquitis, catarro, fiebre, gripe, inflamación de la garganta, pleuresía, resfrío, ronquera, tos, tos ferina)[19][20][21] malaria, gota, dismenorrea y reumatismo.[16][19][22]
- Tópicamente se aplican cataplasmas y ungüentos del rizoma en los casos de menstruación difícil y cefalea,[22] por su acción estimulante y rubefaciente[nota 1] en el dolor de muelas, induraciones,[nota 2] inflamaciones, tumores, reumatismo, úlcera y cáncer;[23][24] con el jugo del rizoma se hacen masajes a los niños como tonificante.[25]
- Se le atribuye propiedad afrodisiaca,[26] analgésica, antihistamínica,[27] antiséptica, antitusiva, aperitiva, aromática, astringente, carminativa,[28] diaforética, digestiva,[29] expectorante, rubefaciente, sudorífica y tónica.[22][24]

Química
El sabor picante de jengibre se debe a compuestos no volátiles de derivados defenilpropanoide, particularmente gingeroles y shogaoles, que se forman a partir gingeroles cuando el jengibre es secado o cocido. Zingerona también se produce a partir gingeroles durante este proceso; este compuesto es menos picante y tiene un aroma dulce y picante.
El jengibre tiene una acción sialogoga, estimulando la producción de saliva, lo que facilita la deglución.

## Uso de la planta en horticultura
La planta del jengibre produce cúmulos de botones florales blancos y rosados que florecen en flores amarillas. Debido a su atractivo estético y a la adaptación de la planta a los climas cálidos, se utiliza a menudo como fondo alrededor de las casas subtropicales. Es una planta perenne de caña con tallos frondosos anuales, de aproximadamente un metro de altura. Tradicionalmente, el rizoma se recoge cuando el tallo se marchita; inmediatamente se escalda, o se lava y se raspa, para matarlo y evitar la brotación. El fragante perispermo de las Zingiberáceas es utilizado como dulce por los bantúes, y también como condimento y sialagogo.
La propagación del jengibre se realiza exclusivamente por vía asexual utilizando secciones de rizoma, lo que puede conllevarla diseminación de plagas y enfermedades. Se plantan segmentos de rizomas que tengan al menos una yema, a una profundidad de entre 6 y 8 cm de profundidad, según el tamaño a distancias de un metro entre filas y 0,30 a 0,50 metros entre planta de la hilera, en los meses de marzo a mayo, según la latitud. Requiere riego abundante. Las plantas se pueden cosechar entre los 9 y 10 meses, recogiéndose los rizomas cuando la planta ya está seca.

## Especias similares
Los brotes y los capullos florales de la especia Zingiber mioga (Roscoe) se consumen en la cocina japonesa; y sus rizomas, igualmente son comestibles pero de tamaño pequeño, por lo que se utilizan con menos frecuencia que los del jengibre.
Otra de las especias de la Zingiberáceas, la alpinia galanga, se utiliza de forma similar al jengibre en la cocina tailandesa.

### Un jengibre cancerígeno
La especie oriunda del este de Estados Unidos, Asarum canadense, de la familia de las Aristolochiaceae, conocida como jengibre silvestre, aunque no está emparentada con el verdadero jengibre, tiene propiedades aromáticas parecidas; sin embargo, no se debe utilizar como sustituto del jengibre, ya que contiene ácido aristolóquico (también llamado aristoloquina), un agente que puede generar cáncer.

## Taxonomía
Zingiber officinale fue descrita por William Roscoe y publicado en Transactions of the Linnean Society of London 8: 348. 1807.
Etimología
Su nombre proviene del indoeuropeo: en sánscrito se decía singavera, que significa «cuerpo de cuerno» (śṛṅga: «cuerno» y vera: «cuerpo, berenjena, azafrán, boca»).
Sinonimia
- Amomum angustifolium Salisb.
- Amomum zingiber L.
- Amomum zinziba Hill
- Curcuma longifolia Wall.
- Zingiber aromaticum Noronha
- Zingiber cholmondeleyi (F.M.Bailey) K.Schum.
- Zingiber majus Rumph.
- Zingiber missionis Wall.
- Zingiber officinale var. cholmondeleyi F.M.Bailey
- Zingiber officinale f. macrorhizonum (Makino) M.Hiroe
- Zingiber officinale var. macrorhizonum Makino
- Zingiber officinale f. rubens (Makino) M.Hiroe
- Zingiber officinale var. rubens Makino
- Zingiber officinale var. rubrum Theilade
- Zingiber officinale var. sichuanense (Z.Y.Zhu, S.L.Zhang & S.X.Chen) Z.Y.Zhu, S.L.Zhang & S.X.Chen
- Zingiber sichuanense Z.Y.Zhu, S.L.Zhang & S.X.Chen
- Zingiber zingiber (L.) H.Karst.[38]